# チュライ空港
チュライ空港（チュライくうこう、ベトナム語: Cảng hàng không Chu Lai 、英語: Chu Lai Airport）は、ベトナムのクアンナム省ヌイタイン県にある空港。IATAコードは「VCL」「VVCA」、年間の旅客処理能力は76万人（2019年）。近郊都市は、同省タムキー市、クワンガイ省クワンガイ市など。
ベトナム戦争中の1965年にアメリカ海兵隊が建設したチュライ航空基地が基になっている。
ベトナム運輸省が修正承認したチューライ空港整備計画（2030年までの基本計画）では、国際民間航空機関（ＩＣＡＯ）の設備基準「４Ｆ」を満たし、第１級軍用空港と位置付けた。
2021年4月、同空港へのチャーター便の乗客を対象に、新型コロナウイルス感染症（COVID-19）のワクチン接種証明書（ワクチンパスポート）の試験導入が発表された。実現すれば、ベトナムで初の試験導入となる。

## 就航航空会社と就航都市

### 国内線
| 航空会社               | 就航地              |
| ---------------------- | ------------------- |
| パシフィック航空       | ホーチミン          |
| バンブー・エアウェイズ | ハノイ、 ホーチミン |
| ベトジェットエア       | ハノイ、 ホーチミン |
| ベトナム航空           | ハノイ、 ホーチミン |